# Noarootsi
Noarootsi (em estoniano:  Noarootsi vald) é um município rural estoniano localizado na região de Läänemaa.